# Auenberg (Kellerwald)
Der Auenberg ist ein 610,7 m ü. NHN hoher Berg des Kellerwaldes. Er liegt nahe Odershausen im hessischen Landkreis Waldeck-Frankenberg.

## Geographie

### Lage
Der Auenberg erhebt sich im Naturpark Kellerwald-Edersee. Sein Gipfel liegt 3 km südöstlich von Hundsdorf, 1,7 km nordnordöstlich von Armsfeld, 2 km nordwestlich von Bergfreiheit und 3,2 km südwestlich von Odershausen, zu dessen Gemarkung der Gipfel zählt; sie alle sind Stadtteile von Bad Wildungen. 3 km südlich befindet sich mit Fischbach ein Weiler von Haina.
Westlich des Berges fließt die Urff – erst südsüdost- und dann ostwärts – der Schwalm entgegen. Auf dem Südhang entspringt der Kohlbach, der in die Urff mündet. Auf dem Nordhang liegt die Quelle des Dörnbachs und auf dem Nordhang des Übergangsbereichs zum östlichen Herleberg (560,4 m) jene des Kaltebornsbachs, die beide etwa nach Nordosten hin zur Wilde abfließen.
Auf dem Berg liegen Teile des Vogelschutzgebiets Kellerwald (VSG-Nr. 4920-401; 263,9949 km²).

### Naturräumliche Zuordnung
Der Auenberg gehört in der naturräumlichen Haupteinheitengruppe Westhessisches Bergland (Nr. 34) und in der Haupteinheit Kellerwald (344) zur Untereinheit Mittelkellerwald (344.1). Die Landschaft leitet nach Norden in die Untereinheit Wildunger Bergland (344.2) über.

## Geologie und Fauna
Die vorherrschende Gesteinsart des Auenbergs ist Tonschiefer, mit vereinzelt eingestreutem Kieselschiefer und Eisenkieselschiefer.
Der Berg ist vollständig bewaldet, insbesondere mit montanem Zahnwurz-Buchenwald, wie er besonders in den Hochlagen des Kellerwaldes und des nahen Hochsauerlandes vorkommt. Im Naturdenkmal Eisenkieselklippen Auenberg ist der Bergwald besonders ausgeprägt.

## Jägersburg
Etwa 1,8 km nordnordwestlich des Auenbergs befindet sich auf dem zwischen Armsfeld und Odershausen liegenden Übergangsbereich zum Nickelskopf (492,1 m) das Naturdenkmal Jägersburg. Es steht an der Stelle des ehemaligen, um 1718 erbauten und zwischen 1857 und 1862 abgetragenen Jagdschlösschens Jägersburg gehörigen Schlossgartens. Fürst Friedrich Anton Ulrich von Waldeck-Pyrmont hatte das kleine Schloss erbauen lassen, da die hohen Wildbestände hier zum Jagen einluden; im Jahr 1857 verkaufte Fürst Georg Viktor die inzwischen recht verfallene Anlage zum Abbruch, der 1862 vollendet war. Seit 2006 steht hier eine Schutzhütte (ca. 425 m).

## Leuchtfeuerturm der Reichsflugsicherung
Auf dem Auenberg befindet sich der Betonsockel eines in den 1930er Jahren für die Reichsflugsicherung errichteten eisernen Leuchtfeuerturms, der Mitte der 1950er Jahre abgerissen wurde.

## Verkehr und Wandern
Nördlich vorbei am Auenberg verläuft die Bundesstraße 253, die von Hundsdorf in Richtung Odershausen und dann weiter in Richtung Bad Wildungen führt. Von dieser Straße zweigt in Hundsdorf die Kreisstraße 43 ab, die von dort im Tal der Urff durch Armsfeld zum Weiler Fischbach führt; dort trifft sie auf die von Haddenberg kommende und nach Bergfreiheit führende Landesstraße 3296.
Vorbei an der nordnordwestlich des Berges stehenden Schutzhütte Jägersburg und weiter südlich im Tal der Urff über den fußnahen Westhang des Berges verläuft der Kellerwaldsteig.